# 남로디지아
남로디지아(Southern Rhodesia)는 1923년부터 1980년까지 지금의 짐바브웨에 해당하는 지역에 있었던 영국의 보호령이다.

## 역사
1889년 당시 케이프 식민지의 총리를 역임하고 있던 세실 로즈가 오렌지 자유국의 압박을 피하고 북방 지역을 개척하기 위한 차원에서 영국 남아프리카 회사를 설립했다. 1890년 세실 로즈는 영국 정부로부터 광산 개발권을 취득했지만 광산 개발은 계획대로 진행되지 않았다. 영국 남아프리카 회사는 경영 정책을 농업 식민으로 전환했지만 회사의 실적은 개선되지 않았다.
1923년에는 백인들만 참여한 주민투표를 통해 남로디지아 자치 정부가 수립되었다. 1953년에는 북로디지아(현재의 잠비아), 니아살랜드(현재의 말라위)와 함께 로디지아 니아살랜드 연방을 결성했지만 1963년에 해체되고 만다.
남로디지아는 흑인의 참정권을 인정하고 영국으로부터의 독립을 준비하고 있었지만 1965년 남로디지아 식민지 정부의 총리로 있던 이언 스미스가 영국에서 파견된 총독을 추방시키고 로디지아의 독립을 일방적으로 선언했다. 로디지아의 일방적인 독립 선언은 국제적으로 인정받지 못했다. 1970년 로디지아는 공화정을 선포했고 1979년 짐바브웨 로디지아가 수립되었다. 1980년 짐바브웨라는 이름으로 독립했다.

## 같이 보기
- 로디지아
- 로디지아 니아살랜드 연방
- 북로디지아